# Boulevard Lancastel
Le boulevard Lancastel est un boulevard côtier de l'île de La Réunion, département d'outre-mer français dans le sud-ouest de l'océan Indien.

## Situation et accès
Il s'agit du principal axe de communication traversant Saint-Denis, le chef-lieu, avec le plus récent boulevard Sud, qui le double plus au sud. Il permet une liaison rapide entre Sainte-Marie et le centre-ville, voire, au-delà, avec la route du Littoral.
Il s'agit d'une section de la route nationale 2.

## Origine du nom
Il a été nommé en l'honneur de Michel Eusèbe Mathias Betting de Lancastel, directeur de l'Intérieur de la colonie de Bourbon au XIXe siècle.